# Ve službách Nuly
Ve službách Nuly (japonsky ゼロの使い魔, Zero no cukaima) je populární série japonských novel, jejichž autorem je Noboru Jamaguči. V roce 2006 podle této série začaly vznikat téměř souběžně manga i anime. Obě adaptace se tak od sebe v drobných ohledech liší. V roce 2010 v České republice mangu začalo vydávat nakladatelství Zoner Press. Jména postav jsou často odvozena od jmen středověkých historických osobností a vzhledem k tomu, že autor jednotlivé prvky používá, jak se mu to hodí, dochází občas k matení historie znalých čtenářů, když se vedle sebe vyskytují postavy, které od sebe dělí sto let.

## Příběh
Vypráví o osudech Saita Hiragy a jeho přátel ve fantasy světě, plném magie a magických tvorů, který je alternativní verzí středověké Evropy.

### 1. díl (manga)
Saito Hiraga je takový obyčejný znuděný japonský adolescent, kterého to ve škole moc nebaví a ze všeho nejraději by vysedával u netu. Díky své zvědavosti vleze do tajemného portálu, který se před ním objeví uprostřed ulice a než se naděje, ocitá se v cizím světě. Při povolávacím rituálu fámulů (kouzelnických pomocníků) ho totiž omylem přivolala neschopná čarodějka Luisa. Nedá se svítit a musí k sobě Saita připoutat polibkem. To, že sám o sobě není žádným magickým tvorem (běžně jsou povolána typická kouzelnická zvířata jako kočky, žáby, sovy, případně gryfové, draci, baziliškové nebo salamandři), okamžitě vyvolává senzaci a také značný zájem ze strany Kirche, Luisiny schopnější a vyvinutější rivalky.

### 2. díl (manga)
Luisa, Saito a Kirche s Tabithou se rozhodnou napravit, co způsobili na konci prvního dílu a vyráží na hon za tajemným zločincem Hlínodrtěm Fouquetem.

## Postavy
- Saito Hiraga – obyčejný japonský adolescent (17 let), který se náhodou dostane do cizího světa. Podle run vypálených na levou ruku by mohl být Gandarfem, reinkarnací legendárního fámula Zakladatele Brimmira.
- Luisa – celým jménem Luisa Françoise Le Blanc de La Vallière. Je pojmenovaná podle milenky Ludvíka XIV. Louise de La Vallière. Její rodina se počítá mezi váženou tristainskou šlechtu. Patří mezi typické představitelky cundere. Nedaří se jí seslat jediné kouzlo správně, je panovačná, protivná a paličatá. Přesto pod touto slupkou skrývá něžnou a milující duši, která je pro své přátele schopná obětovat i vlastní hrdost.
- Kirche – celým jménem Kirche Augusta Frederica von Anhalt Zerbst. Je pojmenovaná podle Sofie Frederiky Augusty von Anhalt-Zerbst. Patří mezi šlechtu Germánie. Krom bujného poprsí disponuje Kirche vášnivou povahou, bojovným duchem a nadáním pro ohnivou magii. Jejím fámulem je Salamandr.
- Tabitha – skutečným jménem Charlotte Hélène d'Orléans. Původ jména není jasný. Málomluvná čarodějka, honosící se hodností rytíř a dokonale ovládající magii vzduchu. Je skutečnou následnicí Galského trůnu. Poté, co si její strýc usurpoval korunu, uprchla do Tristainu a nyní vystupuje pod jménem Tabitha. Jejím fámulem je legendární dračice Sylphid.